# Émile Waldteufel
Charles Émile Lévy Waldteufel (Strasburgo, 9 dicembre 1837 – Parigi, 12 febbraio 1915) è stato un compositore e direttore d'orchestra francese.
Proprio come l'illustre collega austriaco Johann Strauss II., anche Émile Waldteufel proveniva da una famiglia di musicisti di successo e, proprio come Strauss, la sua produzione musicale fu rivolta alla composizione di musica da ballo (principalmente valzer e polke); ciò gli valse l'appellativo di "Strauss di Parigi". Il maggiore successo di Waldteufel fu il valzer Les Patineurs (Il valzer dei pattinatori su Ghiaccio) op. 183, composto nel 1882.

## Biografia

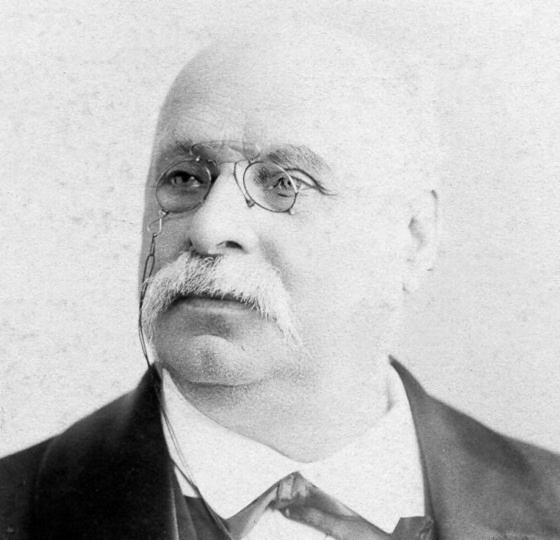
Émile Waldteufel.

Émile Waldteufel nacque a Strasburgo il 9 dicembre 1837 (appena sette settimane dopo il concerto che Johann Strauss padre aveva tenuto proprio nella città alsaziana), da una famiglia di musicisti ebrei.
Il padre Louis (1801-1884) era a capo di un'orchestra di successo e anche suo fratello Leon (1832-1884) fu musicista di tutto rispetto. Nel 1844, all'età di sette anni, quando Leon vinse una borsa di studio presso il prestigioso Conservatorio di Parigi per studiare violino, tutta la famiglia si trasferì nella capitale francese.
Proprio a Parigi, Waldteufel avrebbe trascorso tutto il resto della sua vita.
Waldteufel studiò pianoforte presso il Conservatorio di Parigi fra gli anni 1853-1857. In questo periodo, fra i suoi compagni di studi vi era anche Jules Massenet. Durante la sua permanenza presso il Conservatorio, l'orchestra del padre, Louis Waldteufel, divenne uno dei complessi più famosi di tutta Parigi, sempre più richiesto durante i sontuosi balli che venivano organizzati alla corte dell'imperatore Napoleone III, e Émile era spesso invitato a suonare in occasione di questi eventi così importanti.
Nel 1865, all'età di 27 anni, Émile divenne il pianista personale dell'imperatrice Eugenia in successione a Joseph Ascher, alla corte imperiale di Napoleone III. Dal 1867 l'orchestra di Waldteufel si esibì regolarmente durante le feste organizzate dalla corte imperiale alle Tuileries di Parigi.
Dopo la guerra franco-prussiana, che aveva messo fine al Secondo Impero francese, Waldteufel e la sua orchestra suonarono regolarmente al cospetto dei presidenti della nuova repubblica francese durante i balli al Palazzo dell'Eliseo. Fino a quel momento, tuttavia, la fama di Waldteufel non aveva ancora superato i confini francesi, e non era ancora conosciuto a livello europeo.
La prima vera occasione per ottenere notorietà internazionale, giunse a Waldteufel nell'ottobre del 1874, quando il compositore si esibì con la sua orchestra al cospetto del principe di Galles e futuro re Edoardo VII del Regno Unito. Il Principe fu positivamente colpito dal valzer Manolo, e perciò decise di aiutare la diffusione delle musiche di Waldteufel anche in Gran Bretagna; successivamente il compositore stipulò un contratto a lungo termine con l'editore londinese Hopwood & Crew.
Grazie a questi eventi, Waldteufel ebbe l'onore di potersi esibire a Buckingham Palace al cospetto della Regina Vittoria e della sua corte. Durante questo periodo in cui il compositore dominò le scene musicali londinesi, raccogliendo grandissimi successi, compose le sue opere più note, molte delle quali sono ancora oggi ascoltate in tutto il mondo.
Negli anni seguenti Waldteufel si esibì in diverse città europee, dopo Londra seguirono Berlino nel 1889 e Parigi dove fra il 1890 e il 1891 diresse i balli dell'Operà.
Nella capitale francese, continuò la sua carriera come direttore d'orchestra e come compositore di musica da ballo per i balli presidenziali fino al 1899, anno in cui si ritirò.
Emile Waldteufel morì a Parigi, all'età di 77 anni, il 12 febbraio 1915 e venne sepolto nel cimitero di Père-Lachaise. Sua moglie, Célestine Dufau, una ex cantante che il compositore aveva sposato nel 1873, era morta l'anno precedente. La coppia aveva avuto due figli e una figlia.

## Opere
- Mellow, valzer op. 123
- Dans les champs, polka-mazurka op. 125
- Térésa, valzer op. 133
- Bien aimés, valzer Op. 143
- Entre nous, valzer op. 144
- Violettes, valzer op. 148
- Mon rêve, valzer op. 151
- Prestissimo, galop op. 152
- Les Sirènes, valzer op. 154
- Pomone, valzer op. 155
- Très Jolie, valzer op. 159
- Pluie de diamants, valzer op. 160
- Bella Bocca, polka op. 163
- Ma charmante, valzer op. 166
- Minuit, polka op. 168
- Dolorès, valzer op. 170
- Chantilly, valzer Op. 171
- Solitude, valzer op. 174
- La Source, valzer op. 180
- L'Esprit francais, polka op. 182
- Les Patineurs, valzer op. 183
- Estudiantina, valzer op. 191
- Coquetterie, valzer op. 218
- Acclamations, valzer op. 223
- Rococo-Polka op. 232
- Vision, valzer op. 235
- España, valzer op. 236, derivata della rapsodia per Emmanuel Chabrier

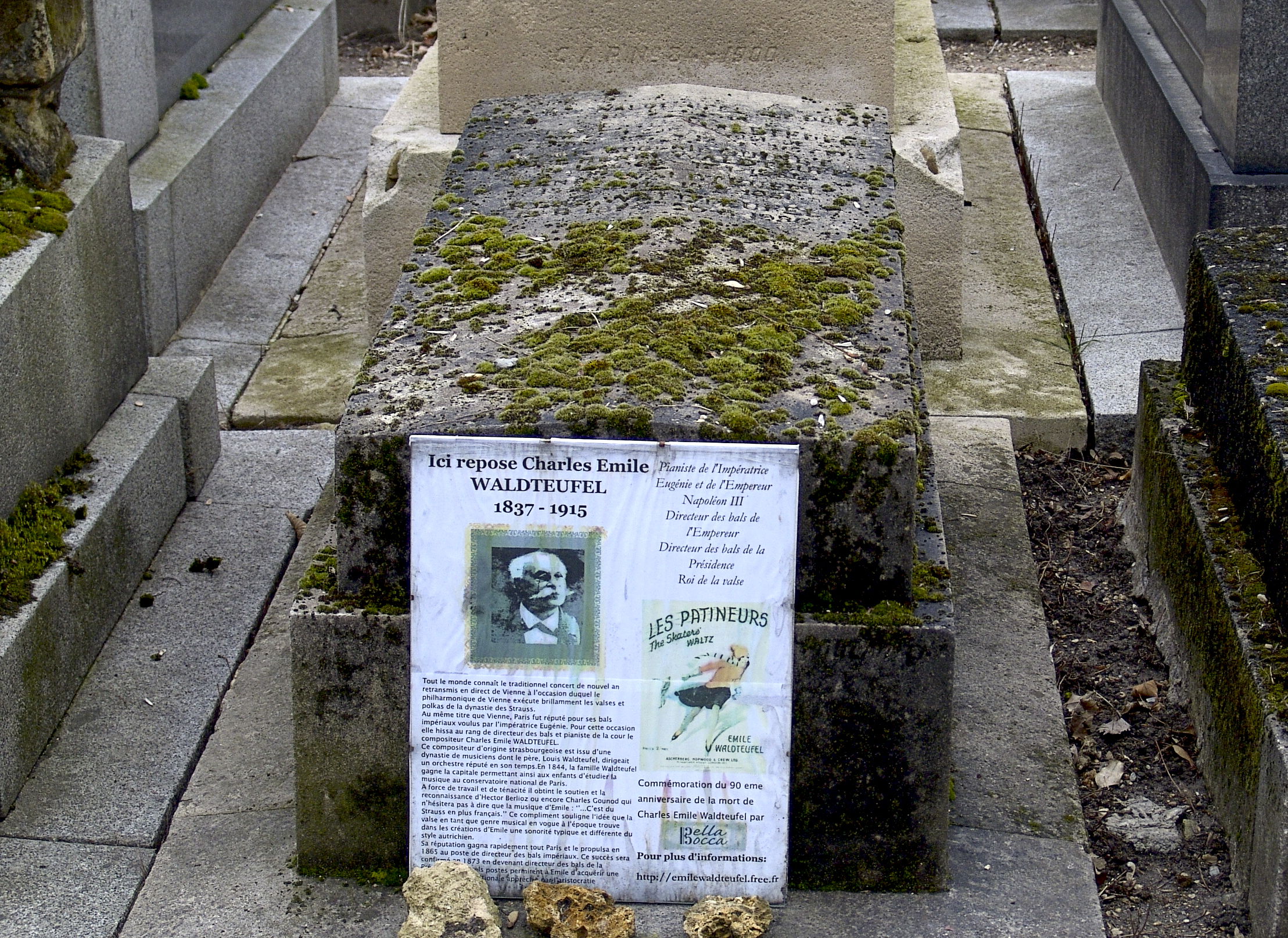
Tomba di Waldteufel Emile - cimitero di Père-Lachaise

- Les Grenadiers, valzer op. 207
- Rose et Marguerites, valzer